# 수륙무차평등재의촬요 (충청북도의 유형문화재 제393호)
수륙무차평등재의촬요(水陸無遮平等齋儀撮要)는 충청북도 청주시 흥덕구 청주고인쇄박물관에 있는 조선시대(1573년)의 불경이다. 2020년 3월 6일 충청북도의 유형문화재 제393호로 지정되었다.

## 지정 사유
물과 땅에서 죽은 고혼들을 달래기 위하여 불법을 설(說)하고 음식을 베푸는 의식인 수륙재의 의식절차를 요약한 의례서이다. 수륙재는 고려 초기 우리나라에 들어와 조선시대 가장 많이 통용되었던 불교의식이다.
1573년 월악산 덕주사(德周寺)에서 간행한 목판본으로 임진왜란 이전 충북지역의 인쇄출판 문화를 살펴볼 수 있는 매우 귀중한 자료이다.

## 같이 보기
- 수륙무차평등재의촬요

## 참고 문헌
- 수륙무차평등재의촬요 - 국가유산청 국가유산포털